# Platja de Garbí
La platja de Garbí és una platja urbana de la costa del Maresme, situada al municipi de Calella (Maresme), que pel seu extrem nord està limitada per la Riera de Capaspre que la separa de la platja Gran, i pel seu extrem sud està limitada pel cap Capaspre, on hi ha el Far de Calella, o Far del Capaspre, que la separa de la platja de les Roques. Té una longitud de 752 m i una amplada mitjana de 72 m, amb una superfície de 59.434 m² de sorra gruixuda i un fort pendent d'entrada a l'aigua.

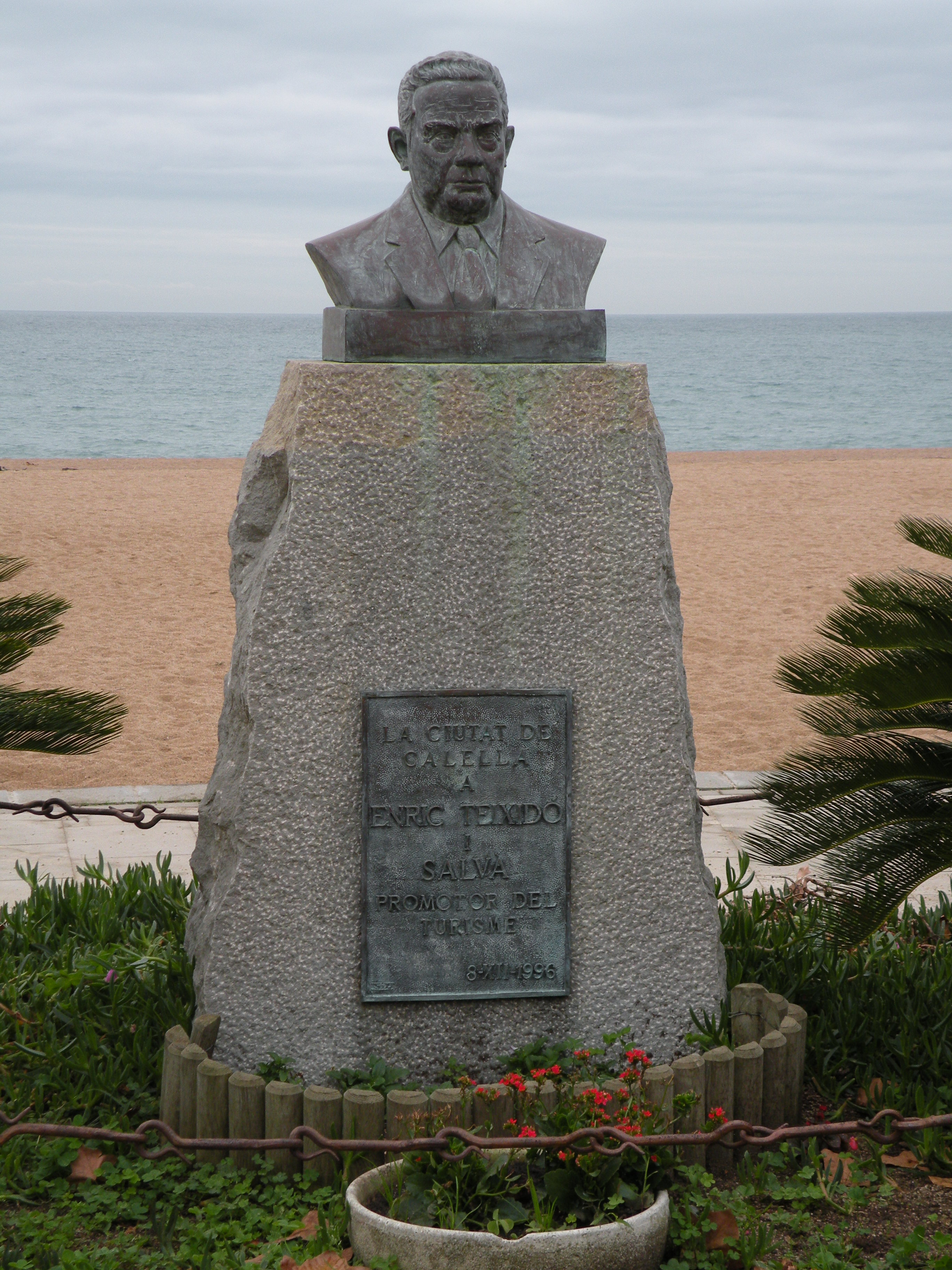
Monument a Enric Teixidó

Està situada davant de la zona hotelera, delimitada pel passeig de les Roques, on hi ha el monument a Enric Teixidó i Salvà, promotor del turisme a Calella. Ha estat guardonada amb la Bandera Blava des del 1994, amb la 'Q' de qualitat de l'ICTE el 2004, i el certificat de sostenibilitat Biosphere.